# Super Bowl XII

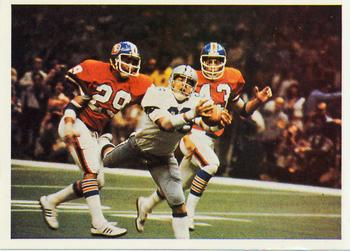
O recebedor dos Cowboys Butch Johnson fazendo uma recepção.

O Super Bowl XII foi a partida que decidiu a temporada de 1977 da NFL, realizada no Louisiana Superdome, em Nova Orleães, Luisiana, no dia 15 de janeiro de 1978. Nesta edição, o primeiro Super Bowl a ser disputado em estádio coberto, o Dallas Cowboys, representante da NFC, bateu o Denver Broncos, representante da AFC, por 27 a 10, garantindo o segundo Super Bowl na história da franquia. Este foi o primeiro Super Bowl a ser transmitido em horário nobre na região leste dos Estados Unidos.
O jogo colocou cara a cara o quarterback Roger Staubach, dos Cowboys, contra o seu antigo quarterback, Craig Morton. Liderados por Staubach e a defesa "Doomsday", Dallas avançou para o seu quarto Super Bowl após terminar a temporada regular com doze vitórias e duas derrotas e depois venceu o Chicago Bears e o Minnesota Vikings nos playoffs. Os Broncos, liderados por Morton e com a defesa "Orange Crush", teve sua primeira aparição na pós-temporada após vencer doze jogos também no ano, com duas derrotas. Na pós-temporada, os Denver venceram o Pittsburgh Steelers e o Oakland Raiders.
A defesa dos Cowboys dominaram o Super Bowl XII, forçando oito turnovers e permitindo somente oito passes completados pelo ataque dos Broncos para 61 jardas. Duas interceptações levaram a 10 pontos no primeiro tempo do jogo. A jogada mais longa de Denver foi de 21 jardas, que aconteceu no primeiro drive na partida. O Dallas estendeu sua liderança para 20 a 3 no terceiro quarto após o wide receiver Butch Johnson fez uma recepção mergulhando na end zone para um touchdown de 45 jardas. Craig Morton acabou sendo muito ineficiente e foi substituído por Norris Weese no terceiro quarto. Ele liderou os Broncos para marcar um touchdown para trazer o jogo para 20 a 10, após uma corrida de uma jarda para TD por Rob Lytle. Contudo, os Cowboys voltaram a abrir a vantagem no quarto período quando o fullback Robert Newhouse lançou um passe de 29 jardas para touchdown para o halfback Golden Richards.
Pela primeira e única vez na história, dois jogadores levaram o prêmio de MVP de Super Bowl: o defensive tackle Randy White e o defensive end Harvey Martin. Esta também foi a primeira vez que um jogador de linha defensiva foi nomeado melhor jogador da partida.

## Pontuações
- 1º Quarto
- DAL - TD: Tony Dorsett, corrida de 3 jardas (ponto extra: chute de Efren Herrera) 7-0 DAL
- DAL - FG: Efren Herrera, 35 jardas 10-0 DAL
- 2º Quarto
- DAL - FG: Efren Herrera, 43 jardas 13-0 DAL
- 3º Quarto
- DEN - FG: Jim Turner, 47 jardas 13-3 DAL
- DAL - TD: Butch Johnson, passe de 45 jardas de Roger Staubach (ponto extra: chute de Efren Herrera) 20-3 DAL
- DEN - TD: Rob Lytle, corrida de 1 jarda  (ponto extra: chute de Jim Turner) 20-10 DAL
- 4º Quarto
- DAL - TD: Golden Richards, passe de 29 jardas de Robert Newhouse (ponto extra: chute de Efren Herrera) 27-10 DAL